# Gerard van Auvergne
Gerard van Auvergne (ca. 795 - Fontenoy, 25 juni 841) was een hoge Frankische edelman. Gerard was een lid van de keizerlijke entourage van keizer Lodewijk de Vrome en verbleef aan het hof. Hij was getrouwd met Rotrude, dochter van keizer Lodewijk de Vrome en Ermengarde van Haspengouw. Na Rotrudes overlijden hertrouwde hij met haar zuster Hildegarde.
Gerard was graaf van Aquitanië en werd in 839 door keizer Lodewijk de Vrome benoemd tot graaf van Auvergne en Poitiers. Hij sneuvelde op 25 juni 841 in de Slag bij Fontenoy (841). Na zijn dood werd Hildegarde abdis van de Abdij van Onze Lieve Vrouwe en van Sint-Jan te Laon.

## Kinderen
Gerard en Rotrude hadden drie kinderen:
- Ranulf I van Aquitanië
- Gerard, graaf van de Limousin, overleden voor 879.
- dochter, getrouwd met Fulco van Limoges

Gerard en Hildegarde (zuster van Rotrude) hadden geen kinderen.